# 似鸟昭雄
似鸟昭雄（日语：／ Nitori Akio，1944年3月5日—）是一位日本企业家，宜得利社长。

## 生平
1944年出生于樺太（庫頁島，現屬俄羅斯），第二次世界大戰結束後，與家人一起被遣返至北海道。1964年毕业于札幌短期大学，后插班进入北海学园大学，1966年毕业于北海学园大学经济学部。毕业后进入一家广告公司，1967年在札幌市创办似鸟家具店，1972年前往洛杉矶考察美国家居业，1994年担任札幌商工会议所常议员，2004年担任北海道经济联合会常任理事，札幌交响乐团理事，2008年担任日本经济团体联合会理事，全国旅行业协会理事，民间外交推进协会理事。2018年被诊断为注意力缺陷多动障碍。

## 著作
- 《没有一种运气是偶然》，浙江大学出版社，2017年6月，ISBN 9787308169172
- 《日本家具&家居零售巨头NITORI的成功五原则》，东方出版社，2018年5月，ISBN 9787520702942